# 高橋祐子
高橋 祐子（たかはし さちこ、1930年〈昭和5年〉 - 2017年〈平成29年〉）は、日本の童謡歌手。

## 経歴
東京出身。
1939年（昭和14年）、作曲家の佐々木すぐるの門下でデビューした。未成年だった彼女は、親権者の父親と連名で、レコード会社の日本蓄音器商会と契約を交わした。童謡歌手として活動し、「めんこい子馬」や「やさしい親鷲」などの楽曲を吹き込んだ。
1944年（昭和19年）、千葉県へ疎開し、音楽活動を休止した。その後、東洋音楽学校で学んだ。戦後は音楽活動を再開せず、千葉県で保育所を運営した。佐々木は、門下生が集う同窓会の席で「祐子が歌い続けていれば美空ひばりを超えた」と語ったと伝えられている。
2017年（平成29年）、死去。86歳没。